# Karl Marold
Karl Marold (* 18. September 1904 in Wien; † 13. April 1943 ebenda) war ein österreichischer Hilfsarbeiter und Widerstandskämpfer. Er wurde im Dezember 1942 vom NS-Regime zum Tode verurteilt und wenige Monate später im Landesgericht Wien geköpft.

## Leben
Marold sammelte von 1938 bis 1941 Spenden für die Österreichische Rote Hilfe und gab Flugschriften weiter. Er wurde am 13. April 1942 festgenommen und schließlich vom Volksgerichtshof wegen „Vorbereitung zum Hochverrat“ zum Tode verurteilt. 

„Wenn auch der Angeklagte nur im geringen Umfange Flugblätter verteilt hat und auch nicht in großem Umfange für die ‚Rote Hilfe‘ tätig war, auch sonst keinen schlechten Eindruck macht, so erfordern es doch die Staatsinteressen, dass gegen den Angeklagten, der auch nach dem Ausbruch des Krieges mit Russland, in einem Zeitpunkt also, in welchem die besten Söhne des deutschen Volkes unter Einsatz ihres Lebens den Bolschewismus bekämpfen, sich dergestalt aktiv in einem Rüstungsbetrieb für die hochverräterischen Bestrebungen der KP eingesetzt hat, auf die höchste von dem Gesetz vorgesehene Strafe, die Todesstrafe, erkannt wird, da nur diese als allein den Schutz von Volk und Reich sichernd angesehen werden kann.“

## Gedenken
Sein Name findet sich auf der Gedenktafel im ehemaligen Hinrichtungsraum des Wiener Landesgerichts.

## Quelle
- Angaben auf der Seite des Dokumentationsarchivs des österreichischen Widerstandes (DÖW)